# 클라우젠 고개
클라우젠 고개(Klausenpass)는 스위스 알프스의 해발 1,948m의 높은 산길로 우리주의 알트도르프와 글라루스주의 린탈을 연결한다. 다소 비정상적으로 두 주 사이의 경계는 고개 정상에 있지 않고, 린탈 방향으로 경사를 따라 약 8km 아래에 있으며, 정상은 우리주에 있다.
클라우젠 고개는 알트도르프와 린탈 사이의 46km 길이의 포장도로가 깔려 있다. 이 도로는 뷔르글렌(Bürglen), 슈피링겐(Spiringen), 운터샤헨(Unterschächen)의 셰헨 계곡(Schächen Valley) 커뮤니티를 거쳐 알트도르프에서 정상에 도달하고 우르너보덴을 통해 린탈로 내려간다.
10월에서 5월 사이에는 도로에 눈이 많이 내리기 때문에 일반적으로 도로가 폐쇄된다. 개방 기간 동안 포스트버스 스위스 서비스는 고트하르트 철도의 플뤼엘렌역과 린탈역과 루체른 호수를 연결하는 고개를 하루에 여러 번 교차한다. 글라루스를 통과하는 철도의 종점이다.
고개 꼭대기에는 역사적인 예배당인 브루더-클라우스 예배당(Bruder-Klaus-Kapelle)이 있으며 서쪽으로 1,500m, 아래로 100m 떨어진 정상은 호텔 파스호헤(Hotel Passhohe)이다.
클라우젠 고개는 자전거 타는 사람과 오토바이 타는 사람에게 인기 있는 경로일 뿐만 아니라 스위스 전역의 장거리 하이킹 코스인 알파인 패스 루트의 일부이기도 하다. 그러나 등산로는 도로와 다른 경로를 사용하여 양쪽에서 고개로 접근한다.

## 역사

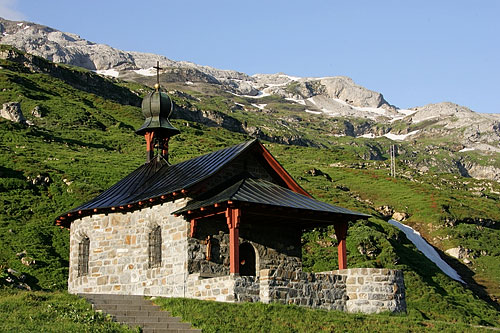
브루더-클라우스 예배당

클라우젠 고개는 원래 가축 운송로였으며, 1196년까지 뷔르글렌의 세관에서 관리했다.
전설에 따르면 글라루스와 우리 사이의 경계는 오랜 분쟁 끝에 1315년에 결정되었다. 두 주에서는 처음에 닭이 울 때 두 명의 주자가 각각 알트도르프와 린탈에서 출발하고 국경이 그들이 만나는 곳이 될 것이라는 데 동의했다. 글라루스의 사람들은 그들의 대의에 동정심을 나타내기 위해 그들의 수탉을 잘 먹이기로 결정한 반면, 우리주의 사람들은 먹을 것을 전혀 주지 않았다. 그 결과 글라루스 수탉은 늦잠을 자고 배고픈 우리주 수탉은 유난히 일찍 울었고, 우리주의 주자는 글라루스 주자가 출발하기도 전에 우르너보덴 전체를 건넜다. 글라루스 주자의 간청에 우리주의 남자는 그가 할 수 있는 한 그를 다시 오르막길로 데려가도록 허락했고, 우리주와 글라루스 사이의 현재 경계는 글라루스 주자가 죽은 곳이다.
1590년에 여행자를 위한 병원이 우르너보덴에 세워졌으며, 우리주와 글라루스의 칸톤 사이에서 공유되는 통행로의 유지 관리가 이루어졌다. 1625년 글라루스는 경로의 일부를 개인에게 양도했다. 1717년에 미라의 성 니콜라스에게 헌정된 예배당이 정상에 세워졌다. 1870년에는 알트도르프에서 운터샤헨까지 도로가 건설되었고, 1893-99년에는 길을 건너 린탈까지 확장되었다. 도로를 건설하려면 1717년에 지은 예배당을 철거해야 했으며 현재의 브루더-클라우스 예배당(Bruder-Klaus-Kapelle)은 1938년에 지어졌다.

## 클라우젠 고개길 등반

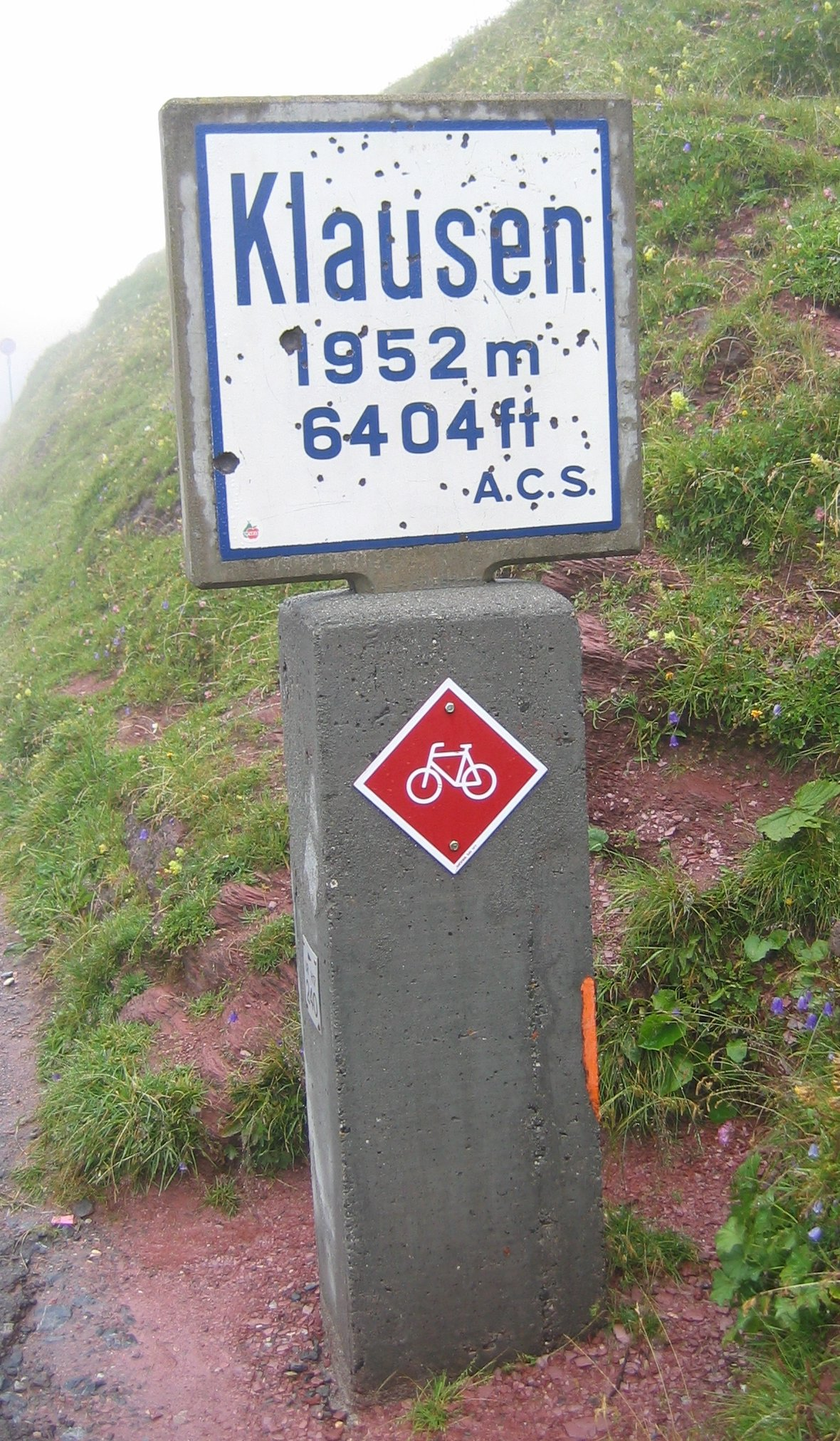
클라우젠 고개의 표지판, 고도가 약간 다르다

클라우젠파스레넨(Klausenpassrennen)으로 알려진 거의 14마일(22.5km) 길이의 역사적인 언덕 등반이다.
- 1922 Nieth (Hispano Suiza) 21m 42s
- 1923 Rutzler (Steyr) 20m 24.4s
- 1924 Merz (Mercedes) 18m 48.6s
- 1925 Masetti (Sunbeam) 17m 28.8s
- 1927 Rosenberger (Mercedes) 17m 17s
- 1929 Chiron (Bugatti) 16m 42.4s
- 1930 Chiron (Bugatti) 16m 24.6s
- 1932 Caracciola (Alfa-Romeo) 15m 50s
- 1934 Caracciola (Mercedes) 15m 22.2s (기록)[7]

1993년에는 클라우젠파스레넨 추모 대회가 열렸고, 현재는 빈티지 자동차에 대해 (명목상) 4년마다 개최된다. 가장 최근의 행사는 2013년 9월 27~29일에 개최되었다.